# 名古屋市立港南中学校
名古屋市立港南中学校（なごやしりつこうなんちゅうがっこう）は、名古屋市港区稲永一丁目にある公立中学校。

## 歴史
1947年（昭和22年）4月18日、旧制惟信中学校の校舎を借用して成立した名古屋市立西港中学校を前身とする学校である。しかし、西港中学校は1951年（昭和26年）3月31日をもって廃止されている。これは、生徒数が多かったための措置であり、翌日付で名古屋市立港南中学校が発足している。旧西港中の学区のうち、おおむね名四国道以南を引き取ったという。生徒数増加により、さらに1976年（昭和51年）には名古屋市立宝神中学校が分離されている。

### 生徒数の変遷
『愛知県小中学校誌』（2018年）によると、生徒数の変遷は以下の通りである。
| 1951年（昭和26年） | 588人  |  |
| 1957年（昭和32年） | 1063人 |  |
| 1967年（昭和42年） | 1547人 |  |
| 1977年（昭和52年） | 1191人 |  |
| 1987年（昭和62年） | 1189人 |  |
| 1997年（平成9年）  | 647人  |  |
| 2007年（平成19年） | 571人  |  |
| 2017年（平成29年） | 611人  |  |

## 主な行事
1年次には校外学習として、「港に行こう」と題して学区の近くに所在する名古屋港の見学を行ったり、「なごやを知ろう」と題して班別で市内分散学習を行ったりしている。また、入学後の初の学年行事として「校歌コンクール」を実施しているという。
2年次の校外学習は、名古屋市全市の中学校2年生に共通する稲武野外学習のほか、地域に所在する店舗・幼稚園・病院などにおいて職場体験学習も行っている。
3年次の修学旅行については毎年東京方面を訪れているという。
文化祭として校名を冠した「港南祭」が行われ、初日には芸術鑑賞会として、劇団を招聘しての観劇や吹奏楽部による演奏、美術部による作品発表が行われる。また、最終日には合唱コンクールが行われている。
季節行事として、7月には七夕、もちつき大会、年始には書き初めが行われている。

## 部活動
部活動としては、野球部・サッカー部・バスケ部・ソフトテニス部・陸上部・剣道部・吹奏楽部・美術部の8部がそれぞれ活動を行っている。
2020年まではラグビー部も活動していたが、怪我人多々の為、廃部となった
。

## 通学区域
所管する名古屋市教育委員会は、2018年（平成30年）9月1日現在、名古屋市立大手小学校・名古屋市立稲永小学校・名古屋市立野跡小学校の各学区を通学区域として指定している。

## 交通アクセス
名古屋臨海高速鉄道あおなみ線 稲永駅もしくは名古屋市営バス 稲永駅停留所が最寄りの公共交通機関である。

## 著名な出身者
- 森博人（プロ野球選手）
- 大飛進（大相撲力士)

### WEB
1. 1 2  名古屋市教育委員会事務局総務部企画経理課企画統計係 (2018年9月18日). “港区の小・中学校一覧”.   名古屋市. 2018年11月14日閲覧。
2. 1 2 3 4  “プロフィール”.   名古屋市立港南中学校. 2018年12月26日閲覧。
3. ↑  “港に行こう”.   名古屋市立港南中学校. 2018年12月26日閲覧。
4. ↑  “なごやを知ろう”.   名古屋市立港南中学校. 2018年12月26日閲覧。
5. ↑  “校歌コンクール”.   名古屋市立港南中学校. 2018年12月26日閲覧。
6. ↑  “稲武野外学習”.   名古屋市立港南中学校. 2018年12月26日閲覧。
7. ↑  “職場体験”.   名古屋市立港南中学校. 2018年12月26日閲覧。
8. ↑  “修学旅行”.   名古屋市立港南中学校. 2018年12月26日閲覧。
9. ↑  “芸術鑑賞会”.   名古屋市立港南中学校. 2018年12月26日閲覧。
10. ↑  “合唱コンクール”.   名古屋市立港南中学校. 2018年12月26日閲覧。
11. ↑  “七夕”.   名古屋市立港南中学校. 2018年12月26日閲覧。
12. ↑  “もちつき大会”.   名古屋市立港南中学校. 2018年12月26日閲覧。
13. ↑  “書き初め”.   名古屋市立港南中学校. 2018年12月26日閲覧。
14. ↑  “活動報告”.   名古屋市立港南中学校. 2018年12月26日閲覧。
15. ↑  名古屋市教育委員会事務局総務部教育環境計画室計画係 (2018年4月1日). “名古屋市立中学校区一覧（小→中）” (PDF).   名古屋市. 2018年11月14日閲覧。

### 書籍
1. ↑  名古屋市立小中学校長会 1988, p. 18.
2. ↑  六三制教育七十周年記念 愛知県小中学校誌 合同記念誌編集特別委員会 2018, p. 244.